# 開成山屋内水泳場
開成山屋内水泳場（かいせいざんおくないすいえいじょう）は、福島県郡山市の開成山公園にある温水プール。
郡山信用金庫が施設命名権（ネーミングライツ）を取得しており、愛称は郡山しんきん開成山プール。指定管理者は日本水泳振興会・三菱電機ビルテクノサービス共同事業体。

## 概要
2017年（平成29年）に県内初の市営屋内50mプールとして開館。屋内の50mプールと25mプールを併設した施設としても県内初。
日本水泳連盟公認の「国内一般プールA」のプールとなり、県大会や全国大会ブロック大会、全国マスターズなどのレベルの大会が開催可能。このため、大型電光表示盤や放送設備なども備える。
2017年（平成29年）7月22日にはオープニングセレモニーがあり、市内の桜小学校で学んだ立石諒や福島市出身の加藤和など5人のオリンピック元代表選手を招いて泳ぎ初めが行なわれた。

## 施設
- 50 mプール
  - 日本水泳連盟公認[7]
  - 50 m×10コース
  - 水深2.0 m
- 25 mプール
  - 日本水泳連盟公認[7]
  - 25 m×8コース
  - 水深0 mから1.4 m可変床
- 更衣・シャワー室
- 採暖室
- 監視室
- 救護室
- 授乳室
- 観客席（634席）

## アクセス・駐車場
- JR郡山駅西口8・9番バス乗り場から市役所経由のバスで「郡山市役所」下車徒歩7分
- JR郡山駅西口11番バス乗り場から麓山経由のバスで「グランド南口」下車徒歩1分
- 駐車場47台（開成山公園の駐車場も使用可能）